# Comuna Polove, Mîronivka
Polove (în ucraineană Польове) este o comună în raionul Mîronivka, regiunea Kiev, Ucraina, formată din satele Polove (reședința) și Svitle.

## Demografie
Componența lingvistică a comunei Polove
     Ucraineană (97,31%)
     Rusă (2,02%)
     Alte limbi (0,67%)
Conform recensământului din 2001, majoritatea populației comunei Polove era vorbitoare de ucraineană (97,31%), existând în minoritate și vorbitori de rusă (2,02%).